# Хари Потър и Философският камък (игра)
„Хари Потър и философският камък“ е името на пет отделни видеоигри, произведени през 2001 и 2003 г.
В началото на играта има филмче, в което се разказва как Хари живее на улица Привит драйв № 4 – дома на семейство Дърсли (единствените му живи роднини), но разбира че е магьосник от Рубиъс Хагрид - пазителя на дивеча в Хогуортс (тайно училище за магия и вълшебство в Англия). Също така разбира, че родителите му не са умрели в автомобилна катастрофа (версия, поддържана от Дърсли в продължение на 10 години), а са били убити от най-могъщия черен магьосник на всички времена Лорд Волдемор, който изчезва безследно, оставяйки мълниевиден белег върху челото на Хари Потър.
Впоследствие Хари се запознава с Рон Уизли и Хърмаяни Грейнджър, с които преживява много приключения и разкрива тайната на философския камък. Той притежава сила, която може да върне нормалния живот на Волдемор. По време на играта Хари събира много всякаквовкусови бобчета, с които си купува картички с известни магьосници от братята на Рон Фред и Джордж. Също така Хари изучава различни магии, играе куидич и се среща с огромен планински трол. Накрая на играта в битката за философския камък Хари се среща с най-големия си враг – Лорд Волдемор.

На финалът на играта, след като Хари Потър побеждава Черния Лорд, има кратко филмче, в което се разкрива за какво всъщност са били нужни тези бобчета.